# Lepidosirini
Tribu
Les Lepidosirini sont une tribu de collemboles de la famille des Entomobryidae.

## Liste des genres
Selon Checklist of the Collembola of the World (version du 19 décembre 2019) :
- Epimetrura Schött, 1925
- Lepidobrya Womersley, 1937
- Lepidocyrtoides Schött, 1917
- Lepidosira Schött, 1925

## Publication originale
- Yoshii & Suhardjono, 1989 : Notes on the Collembolan Fauna of Indonesia and its vicinities. I. Miscellaneous Notes, with special references to Seirini and Lepidocyrtini. Acta Zoologica Asiae Orientalis, vol. 1, p. 23-90.